# Thiomargarita
Thiomargarita ist eine Gattung von  vakuolären Schwefelbakterien in der Familie Thiotrichaceae, zu der die Spezies (Arten) Thiomargarita namibiensis, Candidatus Thiomargarita nelsonii und Ca. Thiomargarita joergensii gehören.
Thiomargarita spp. sind schwefeloxidierende Gammaproteobakterien von vielfältiger Morphologie und zeigen einen auffälligen Polyphänismus.

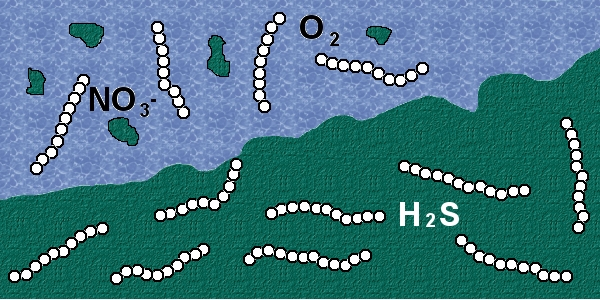
Thiomargarita namibiensis

Vertreter dieser Gattung sind in einer Vielzahl von Umgebungen zu finden, die reich an Schwefelwasserstoff sind, darunter Methanquellen, Schlammvulkane, Solebecken und an organischem Material reichen Sedimenten, wie sie beispielsweise unter dem Benguelastrom und dem Humboldtstrom zu finden sind. Diese Bakterien werden im Allgemeinen als Chemolithotrophe betrachtet, die reduzierten anorganischen Schwefel als metabolischen Elektronendonator nutzen, um Energie für die Fixierung von Kohlenstoff in Biomasse zu erzeugen. Die Kohlenstofffixierung erfolgt über den Calvin-Benson-Bassham-Zyklus (Calvin-Zyklus) und möglicherweise auch den umgekehrten Krebs-Zyklus (Reduktiver Citratzyklus).

## Entdeckung
Die Gattung wurde 1999 mit der Typusart T. namibiensis von Heide Schulz und Kollegen von einer Forschungsgruppe des Max-Planck-Instituts für Mikrobiologie Bremen erstbeschrieben.

## Etymologie
Der Gattungsname Thiomargarita bedeutet so viel wie ‚Schwefelperle‘ und spielt auf die Schnüre weißglänzender, kugelförmiger Zellen an, die an Perlenketten erinnern.

## Kultivierung
Eine holotypische Reinkultur existiert aus technischen Gründen nicht, allerdings kann Thiomargarita problemlos in einer Anreicherungskultur gehalten werden.

## Systematik

### Äußere Systematik
Molekulargenetischen Untersuchungen zufolge ist Thiomargarita eng verwandt mit der Gattung Thioploca, die vor den Küsten Perus und Chiles (Spezies Thioploca chileae und Thioploca araucae, spanisch Bahía de Concepción, englisch Bay of Concepción) ähnliche ökologische Nischen ausfüllt, sowie der Gattung Beggiatoa. Dabei erschien 2005 Thiomargarita ebenso wie Thioploca ingrica innerhalb der Gattung Beggiatoa (in ihrem überkommenen Umfang) positioniert, andere Untersuchungen sehen auch noch Thioploca araucae und Thioploca chileae als Teil einer Schwestergruppe von Thiomargarita.
Die Gattung Beggiatoa in ihrem herkömmlichen Umfang erwies sich also als nicht monophyletisch.
Innerhalb der Familie Thiotrichaceae zeichneten sich zwei Hauptkladen ab, die eine mit Thiomargarita   und den ersten Teil (I) von Beggiatoa, die andere mit dem restlichen Teil (II) von Beggiatoa.
Darauf folgende Untersuchungen führten zum Vorschlag weiterer Gattungen, was mit einer weiteren Aufspaltung der Gattung Beggiatoa in ihrem herkömmlichen Umfang einherging. Es wurde daher vorgeschlagen, diese Gattung aufzuspalten, mit einer ganze Reihe von Abkömmlingen (Isobeggiatoa, Maribeggiatoa, Parabeggiatoa, Allobeggiatoa) neben der eigentlichen Gattung Beggiatoa sensu stricto.
Das hier angegebene Kladogramm folgt und Winkel et al. (2016) und Bailey et al. (2011), die beiden Hauptzweige enthalten (neben anderen) die bei Kalanetra et al. (2005) als Beggiatoa (I) respektive (II) identifizierten Vertreter (mit Genbank-Zugriffsnummern):
|  | \| \| Thiomargarita sp. clone SBC11, AY632420 (Golf von Mexiko)[17] \| \| \| \| \| \| Ca. Thiomargarita nelsonii, FR690931,FR690927,KU747080,FR690958,Ga0063879 \| \| \| \| |
|  | |
|  | Thiomargarita namibiensis, AF129012,FR690896,FR690916,FN811663 |
|  | |
|  | Thiomargarita sp. clone SBC11, AY632420 (Golf von Mexiko) |
|  | |
|  | Ca. Thiomargarita nelsonii, FR690931,FR690927,KU747080,FR690958,Ga0063879                                                                                                   |
|  | |

|  | Thiomargarita sp. clone SBC11, AY632420 (Golf von Mexiko)                 |
|  |                                                                           |
|  | Ca. Thiomargarita nelsonii, FR690931,FR690927,KU747080,FR690958,Ga0063879 |
|  |                                                                           |

|  | Thioploca ingrica, L40998 (Randersfjord, Dänemark) |
|  |                                                    |
|  | Ca. Isobeggiatoa divolgata, AF532769               |
|  |                                                    |

|  | Ca. Maribeggiatoa vulgaris, AF064543 |
|  | |
|  | Ca. Maribeggiatoa sp. 'Orange Guaymas', PRJNA19285 (alias Beggiatoa sp. 'Orange Guaymas', Filamentous hydrothermal vent bacterium, Guaymas-Becken) |
|  | |

|  | Thioploca ingrica, L40998 (Randersfjord, Dänemark) |
|  |                                                    |
|  | Ca. Isobeggiatoa divolgata, AF532769               |
|  |                                                    |

|  | Ca. Maribeggiatoa vulgaris, AF064543 |
|  | |
|  | Ca. Maribeggiatoa sp. 'Orange Guaymas', PRJNA19285 (alias Beggiatoa sp. 'Orange Guaymas', Filamentous hydrothermal vent bacterium, Guaymas-Becken) |
|  | |

|  | \| \| Thiomargarita sp. clone SBC11, AY632420 (Golf von Mexiko)[17] \| \| \| \| \| \| Ca. Thiomargarita nelsonii, FR690931,FR690927,KU747080,FR690958,Ga0063879 \| \| \| \| |
|  | |
|  | Thiomargarita namibiensis, AF129012,FR690896,FR690916,FN811663 |
|  | |
|  | Thiomargarita sp. clone SBC11, AY632420 (Golf von Mexiko) |
|  | |
|  | Ca. Thiomargarita nelsonii, FR690931,FR690927,KU747080,FR690958,Ga0063879                                                                                                   |
|  | |

|  | Thiomargarita sp. clone SBC11, AY632420 (Golf von Mexiko)                 |
|  |                                                                           |
|  | Ca. Thiomargarita nelsonii, FR690931,FR690927,KU747080,FR690958,Ga0063879 |
|  |                                                                           |

|  | Thioploca ingrica, L40998 (Randersfjord, Dänemark) |
|  |                                                    |
|  | Ca. Isobeggiatoa divolgata, AF532769               |
|  |                                                    |

|  | Ca. Maribeggiatoa vulgaris, AF064543 |
|  | |
|  | Ca. Maribeggiatoa sp. 'Orange Guaymas', PRJNA19285 (alias Beggiatoa sp. 'Orange Guaymas', Filamentous hydrothermal vent bacterium, Guaymas-Becken) |
|  | |

|  | Thioploca ingrica, L40998 (Randersfjord, Dänemark) |
|  |                                                    |
|  | Ca. Isobeggiatoa divolgata, AF532769               |
|  |                                                    |

|  | Ca. Maribeggiatoa vulgaris, AF064543 |
|  | |
|  | Ca. Maribeggiatoa sp. 'Orange Guaymas', PRJNA19285 (alias Beggiatoa sp. 'Orange Guaymas', Filamentous hydrothermal vent bacterium, Guaymas-Becken) |
|  | |

|  | Ca. Thiopilula aggregata, FR690973 |
|  |                                    |
|  | Ca. Thiophysa hinzei, FR690986     |
|  |                                    |

|  | \| \| Thiomargarita sp. clone SBC11, AY632420 (Golf von Mexiko)[17] \| \| \| \| \| \| Ca. Thiomargarita nelsonii, FR690931,FR690927,KU747080,FR690958,Ga0063879 \| \| \| \| |
|  | |
|  | Thiomargarita namibiensis, AF129012,FR690896,FR690916,FN811663 |
|  | |
|  | Thiomargarita sp. clone SBC11, AY632420 (Golf von Mexiko) |
|  | |
|  | Ca. Thiomargarita nelsonii, FR690931,FR690927,KU747080,FR690958,Ga0063879                                                                                                   |
|  | |

|  | Thiomargarita sp. clone SBC11, AY632420 (Golf von Mexiko)                 |
|  |                                                                           |
|  | Ca. Thiomargarita nelsonii, FR690931,FR690927,KU747080,FR690958,Ga0063879 |
|  |                                                                           |

|  | Thioploca ingrica, L40998 (Randersfjord, Dänemark) |
|  |                                                    |
|  | Ca. Isobeggiatoa divolgata, AF532769               |
|  |                                                    |

|  | Ca. Maribeggiatoa vulgaris, AF064543 |
|  | |
|  | Ca. Maribeggiatoa sp. 'Orange Guaymas', PRJNA19285 (alias Beggiatoa sp. 'Orange Guaymas', Filamentous hydrothermal vent bacterium, Guaymas-Becken) |
|  | |

|  | Thioploca ingrica, L40998 (Randersfjord, Dänemark) |
|  |                                                    |
|  | Ca. Isobeggiatoa divolgata, AF532769               |
|  |                                                    |

|  | Ca. Maribeggiatoa vulgaris, AF064543 |
|  | |
|  | Ca. Maribeggiatoa sp. 'Orange Guaymas', PRJNA19285 (alias Beggiatoa sp. 'Orange Guaymas', Filamentous hydrothermal vent bacterium, Guaymas-Becken) |
|  | |

|  | \| \| Thiomargarita sp. clone SBC11, AY632420 (Golf von Mexiko)[17] \| \| \| \| \| \| Ca. Thiomargarita nelsonii, FR690931,FR690927,KU747080,FR690958,Ga0063879 \| \| \| \| |
|  | |
|  | Thiomargarita namibiensis, AF129012,FR690896,FR690916,FN811663 |
|  | |
|  | Thiomargarita sp. clone SBC11, AY632420 (Golf von Mexiko) |
|  | |
|  | Ca. Thiomargarita nelsonii, FR690931,FR690927,KU747080,FR690958,Ga0063879                                                                                                   |
|  | |

|  | Thiomargarita sp. clone SBC11, AY632420 (Golf von Mexiko)                 |
|  |                                                                           |
|  | Ca. Thiomargarita nelsonii, FR690931,FR690927,KU747080,FR690958,Ga0063879 |
|  |                                                                           |

|  | Thioploca ingrica, L40998 (Randersfjord, Dänemark) |
|  |                                                    |
|  | Ca. Isobeggiatoa divolgata, AF532769               |
|  |                                                    |

|  | Ca. Maribeggiatoa vulgaris, AF064543 |
|  | |
|  | Ca. Maribeggiatoa sp. 'Orange Guaymas', PRJNA19285 (alias Beggiatoa sp. 'Orange Guaymas', Filamentous hydrothermal vent bacterium, Guaymas-Becken) |
|  | |

|  | Thioploca ingrica, L40998 (Randersfjord, Dänemark) |
|  |                                                    |
|  | Ca. Isobeggiatoa divolgata, AF532769               |
|  |                                                    |

|  | Ca. Maribeggiatoa vulgaris, AF064543 |
|  | |
|  | Ca. Maribeggiatoa sp. 'Orange Guaymas', PRJNA19285 (alias Beggiatoa sp. 'Orange Guaymas', Filamentous hydrothermal vent bacterium, Guaymas-Becken) |
|  | |

|  | Ca. Thiopilula aggregata, FR690973 |
|  |                                    |
|  | Ca. Thiophysa hinzei, FR690986     |
|  |                                    |

|  | \| \| Thiomargarita sp. clone SBC11, AY632420 (Golf von Mexiko)[17] \| \| \| \| \| \| Ca. Thiomargarita nelsonii, FR690931,FR690927,KU747080,FR690958,Ga0063879 \| \| \| \| |
|  | |
|  | Thiomargarita namibiensis, AF129012,FR690896,FR690916,FN811663 |
|  | |
|  | Thiomargarita sp. clone SBC11, AY632420 (Golf von Mexiko) |
|  | |
|  | Ca. Thiomargarita nelsonii, FR690931,FR690927,KU747080,FR690958,Ga0063879                                                                                                   |
|  | |

|  | Thiomargarita sp. clone SBC11, AY632420 (Golf von Mexiko)                 |
|  |                                                                           |
|  | Ca. Thiomargarita nelsonii, FR690931,FR690927,KU747080,FR690958,Ga0063879 |
|  |                                                                           |

|  | Thioploca ingrica, L40998 (Randersfjord, Dänemark) |
|  |                                                    |
|  | Ca. Isobeggiatoa divolgata, AF532769               |
|  |                                                    |

|  | Ca. Maribeggiatoa vulgaris, AF064543 |
|  | |
|  | Ca. Maribeggiatoa sp. 'Orange Guaymas', PRJNA19285 (alias Beggiatoa sp. 'Orange Guaymas', Filamentous hydrothermal vent bacterium, Guaymas-Becken) |
|  | |

|  | Thioploca ingrica, L40998 (Randersfjord, Dänemark) |
|  |                                                    |
|  | Ca. Isobeggiatoa divolgata, AF532769               |
|  |                                                    |

|  | Ca. Maribeggiatoa vulgaris, AF064543 |
|  | |
|  | Ca. Maribeggiatoa sp. 'Orange Guaymas', PRJNA19285 (alias Beggiatoa sp. 'Orange Guaymas', Filamentous hydrothermal vent bacterium, Guaymas-Becken) |
|  | |

|  | \| \| Thiomargarita sp. clone SBC11, AY632420 (Golf von Mexiko)[17] \| \| \| \| \| \| Ca. Thiomargarita nelsonii, FR690931,FR690927,KU747080,FR690958,Ga0063879 \| \| \| \| |
|  | |
|  | Thiomargarita namibiensis, AF129012,FR690896,FR690916,FN811663 |
|  | |
|  | Thiomargarita sp. clone SBC11, AY632420 (Golf von Mexiko) |
|  | |
|  | Ca. Thiomargarita nelsonii, FR690931,FR690927,KU747080,FR690958,Ga0063879                                                                                                   |
|  | |

|  | Thiomargarita sp. clone SBC11, AY632420 (Golf von Mexiko)                 |
|  |                                                                           |
|  | Ca. Thiomargarita nelsonii, FR690931,FR690927,KU747080,FR690958,Ga0063879 |
|  |                                                                           |

|  | Thioploca ingrica, L40998 (Randersfjord, Dänemark) |
|  |                                                    |
|  | Ca. Isobeggiatoa divolgata, AF532769               |
|  |                                                    |

|  | Ca. Maribeggiatoa vulgaris, AF064543 |
|  | |
|  | Ca. Maribeggiatoa sp. 'Orange Guaymas', PRJNA19285 (alias Beggiatoa sp. 'Orange Guaymas', Filamentous hydrothermal vent bacterium, Guaymas-Becken) |
|  | |

|  | Thioploca ingrica, L40998 (Randersfjord, Dänemark) |
|  |                                                    |
|  | Ca. Isobeggiatoa divolgata, AF532769               |
|  |                                                    |

|  | Ca. Maribeggiatoa vulgaris, AF064543 |
|  | |
|  | Ca. Maribeggiatoa sp. 'Orange Guaymas', PRJNA19285 (alias Beggiatoa sp. 'Orange Guaymas', Filamentous hydrothermal vent bacterium, Guaymas-Becken) |
|  | |

|  | Ca. Thiopilula aggregata, FR690973 |
|  |                                    |
|  | Ca. Thiophysa hinzei, FR690986     |
|  |                                    |

|  | \| \| Thiomargarita sp. clone SBC11, AY632420 (Golf von Mexiko)[17] \| \| \| \| \| \| Ca. Thiomargarita nelsonii, FR690931,FR690927,KU747080,FR690958,Ga0063879 \| \| \| \| |
|  | |
|  | Thiomargarita namibiensis, AF129012,FR690896,FR690916,FN811663 |
|  | |
|  | Thiomargarita sp. clone SBC11, AY632420 (Golf von Mexiko) |
|  | |
|  | Ca. Thiomargarita nelsonii, FR690931,FR690927,KU747080,FR690958,Ga0063879                                                                                                   |
|  | |

|  | Thiomargarita sp. clone SBC11, AY632420 (Golf von Mexiko)                 |
|  |                                                                           |
|  | Ca. Thiomargarita nelsonii, FR690931,FR690927,KU747080,FR690958,Ga0063879 |
|  |                                                                           |

|  | Thioploca ingrica, L40998 (Randersfjord, Dänemark) |
|  |                                                    |
|  | Ca. Isobeggiatoa divolgata, AF532769               |
|  |                                                    |

|  | Ca. Maribeggiatoa vulgaris, AF064543 |
|  | |
|  | Ca. Maribeggiatoa sp. 'Orange Guaymas', PRJNA19285 (alias Beggiatoa sp. 'Orange Guaymas', Filamentous hydrothermal vent bacterium, Guaymas-Becken) |
|  | |

|  | Thioploca ingrica, L40998 (Randersfjord, Dänemark) |
|  |                                                    |
|  | Ca. Isobeggiatoa divolgata, AF532769               |
|  |                                                    |

|  | Ca. Maribeggiatoa vulgaris, AF064543 |
|  | |
|  | Ca. Maribeggiatoa sp. 'Orange Guaymas', PRJNA19285 (alias Beggiatoa sp. 'Orange Guaymas', Filamentous hydrothermal vent bacterium, Guaymas-Becken) |
|  | |

|  | \| \| Thiomargarita sp. clone SBC11, AY632420 (Golf von Mexiko)[17] \| \| \| \| \| \| Ca. Thiomargarita nelsonii, FR690931,FR690927,KU747080,FR690958,Ga0063879 \| \| \| \| |
|  | |
|  | Thiomargarita namibiensis, AF129012,FR690896,FR690916,FN811663 |
|  | |
|  | Thiomargarita sp. clone SBC11, AY632420 (Golf von Mexiko) |
|  | |
|  | Ca. Thiomargarita nelsonii, FR690931,FR690927,KU747080,FR690958,Ga0063879                                                                                                   |
|  | |

|  | Thiomargarita sp. clone SBC11, AY632420 (Golf von Mexiko)                 |
|  |                                                                           |
|  | Ca. Thiomargarita nelsonii, FR690931,FR690927,KU747080,FR690958,Ga0063879 |
|  |                                                                           |

|  | Thioploca ingrica, L40998 (Randersfjord, Dänemark) |
|  |                                                    |
|  | Ca. Isobeggiatoa divolgata, AF532769               |
|  |                                                    |

|  | Ca. Maribeggiatoa vulgaris, AF064543 |
|  | |
|  | Ca. Maribeggiatoa sp. 'Orange Guaymas', PRJNA19285 (alias Beggiatoa sp. 'Orange Guaymas', Filamentous hydrothermal vent bacterium, Guaymas-Becken) |
|  | |

|  | Thioploca ingrica, L40998 (Randersfjord, Dänemark) |
|  |                                                    |
|  | Ca. Isobeggiatoa divolgata, AF532769               |
|  |                                                    |

|  | Ca. Maribeggiatoa vulgaris, AF064543 |
|  | |
|  | Ca. Maribeggiatoa sp. 'Orange Guaymas', PRJNA19285 (alias Beggiatoa sp. 'Orange Guaymas', Filamentous hydrothermal vent bacterium, Guaymas-Becken) |
|  | |

|  | Ca. Thiopilula aggregata, FR690973 |
|  |                                    |
|  | Ca. Thiophysa hinzei, FR690986     |
|  |                                    |

|  | \| \| Thiomargarita sp. clone SBC11, AY632420 (Golf von Mexiko)[17] \| \| \| \| \| \| Ca. Thiomargarita nelsonii, FR690931,FR690927,KU747080,FR690958,Ga0063879 \| \| \| \| |
|  | |
|  | Thiomargarita namibiensis, AF129012,FR690896,FR690916,FN811663 |
|  | |
|  | Thiomargarita sp. clone SBC11, AY632420 (Golf von Mexiko) |
|  | |
|  | Ca. Thiomargarita nelsonii, FR690931,FR690927,KU747080,FR690958,Ga0063879                                                                                                   |
|  | |

|  | Thiomargarita sp. clone SBC11, AY632420 (Golf von Mexiko)                 |
|  |                                                                           |
|  | Ca. Thiomargarita nelsonii, FR690931,FR690927,KU747080,FR690958,Ga0063879 |
|  |                                                                           |

|  | Thioploca ingrica, L40998 (Randersfjord, Dänemark) |
|  |                                                    |
|  | Ca. Isobeggiatoa divolgata, AF532769               |
|  |                                                    |

|  | Ca. Maribeggiatoa vulgaris, AF064543 |
|  | |
|  | Ca. Maribeggiatoa sp. 'Orange Guaymas', PRJNA19285 (alias Beggiatoa sp. 'Orange Guaymas', Filamentous hydrothermal vent bacterium, Guaymas-Becken) |
|  | |

|  | Thioploca ingrica, L40998 (Randersfjord, Dänemark) |
|  |                                                    |
|  | Ca. Isobeggiatoa divolgata, AF532769               |
|  |                                                    |

|  | Ca. Maribeggiatoa vulgaris, AF064543 |
|  | |
|  | Ca. Maribeggiatoa sp. 'Orange Guaymas', PRJNA19285 (alias Beggiatoa sp. 'Orange Guaymas', Filamentous hydrothermal vent bacterium, Guaymas-Becken) |
|  | |

|  | \| \| Thiomargarita sp. clone SBC11, AY632420 (Golf von Mexiko)[17] \| \| \| \| \| \| Ca. Thiomargarita nelsonii, FR690931,FR690927,KU747080,FR690958,Ga0063879 \| \| \| \| |
|  | |
|  | Thiomargarita namibiensis, AF129012,FR690896,FR690916,FN811663 |
|  | |
|  | Thiomargarita sp. clone SBC11, AY632420 (Golf von Mexiko) |
|  | |
|  | Ca. Thiomargarita nelsonii, FR690931,FR690927,KU747080,FR690958,Ga0063879                                                                                                   |
|  | |

|  | Thiomargarita sp. clone SBC11, AY632420 (Golf von Mexiko)                 |
|  |                                                                           |
|  | Ca. Thiomargarita nelsonii, FR690931,FR690927,KU747080,FR690958,Ga0063879 |
|  |                                                                           |

|  | Thioploca ingrica, L40998 (Randersfjord, Dänemark) |
|  |                                                    |
|  | Ca. Isobeggiatoa divolgata, AF532769               |
|  |                                                    |

|  | Ca. Maribeggiatoa vulgaris, AF064543 |
|  | |
|  | Ca. Maribeggiatoa sp. 'Orange Guaymas', PRJNA19285 (alias Beggiatoa sp. 'Orange Guaymas', Filamentous hydrothermal vent bacterium, Guaymas-Becken) |
|  | |

|  | Thioploca ingrica, L40998 (Randersfjord, Dänemark) |
|  |                                                    |
|  | Ca. Isobeggiatoa divolgata, AF532769               |
|  |                                                    |

|  | Ca. Maribeggiatoa vulgaris, AF064543 |
|  | |
|  | Ca. Maribeggiatoa sp. 'Orange Guaymas', PRJNA19285 (alias Beggiatoa sp. 'Orange Guaymas', Filamentous hydrothermal vent bacterium, Guaymas-Becken) |
|  | |

|  | Ca. Thiopilula aggregata, FR690973 |
|  |                                    |
|  | Ca. Thiophysa hinzei, FR690986     |
|  |                                    |

|  | \| \| Thiomargarita sp. clone SBC11, AY632420 (Golf von Mexiko)[17] \| \| \| \| \| \| Ca. Thiomargarita nelsonii, FR690931,FR690927,KU747080,FR690958,Ga0063879 \| \| \| \| |
|  | |
|  | Thiomargarita namibiensis, AF129012,FR690896,FR690916,FN811663 |
|  | |
|  | Thiomargarita sp. clone SBC11, AY632420 (Golf von Mexiko) |
|  | |
|  | Ca. Thiomargarita nelsonii, FR690931,FR690927,KU747080,FR690958,Ga0063879                                                                                                   |
|  | |

|  | Thiomargarita sp. clone SBC11, AY632420 (Golf von Mexiko)                 |
|  |                                                                           |
|  | Ca. Thiomargarita nelsonii, FR690931,FR690927,KU747080,FR690958,Ga0063879 |
|  |                                                                           |

|  | Thioploca ingrica, L40998 (Randersfjord, Dänemark) |
|  |                                                    |
|  | Ca. Isobeggiatoa divolgata, AF532769               |
|  |                                                    |

|  | Ca. Maribeggiatoa vulgaris, AF064543 |
|  | |
|  | Ca. Maribeggiatoa sp. 'Orange Guaymas', PRJNA19285 (alias Beggiatoa sp. 'Orange Guaymas', Filamentous hydrothermal vent bacterium, Guaymas-Becken) |
|  | |

|  | Thioploca ingrica, L40998 (Randersfjord, Dänemark) |
|  |                                                    |
|  | Ca. Isobeggiatoa divolgata, AF532769               |
|  |                                                    |

|  | Ca. Maribeggiatoa vulgaris, AF064543 |
|  | |
|  | Ca. Maribeggiatoa sp. 'Orange Guaymas', PRJNA19285 (alias Beggiatoa sp. 'Orange Guaymas', Filamentous hydrothermal vent bacterium, Guaymas-Becken) |
|  | |

|  | \| \| Thiomargarita sp. clone SBC11, AY632420 (Golf von Mexiko)[17] \| \| \| \| \| \| Ca. Thiomargarita nelsonii, FR690931,FR690927,KU747080,FR690958,Ga0063879 \| \| \| \| |
|  | |
|  | Thiomargarita namibiensis, AF129012,FR690896,FR690916,FN811663 |
|  | |
|  | Thiomargarita sp. clone SBC11, AY632420 (Golf von Mexiko) |
|  | |
|  | Ca. Thiomargarita nelsonii, FR690931,FR690927,KU747080,FR690958,Ga0063879                                                                                                   |
|  | |

|  | Thiomargarita sp. clone SBC11, AY632420 (Golf von Mexiko)                 |
|  |                                                                           |
|  | Ca. Thiomargarita nelsonii, FR690931,FR690927,KU747080,FR690958,Ga0063879 |
|  |                                                                           |

|  | Thioploca ingrica, L40998 (Randersfjord, Dänemark) |
|  |                                                    |
|  | Ca. Isobeggiatoa divolgata, AF532769               |
|  |                                                    |

|  | Ca. Maribeggiatoa vulgaris, AF064543 |
|  | |
|  | Ca. Maribeggiatoa sp. 'Orange Guaymas', PRJNA19285 (alias Beggiatoa sp. 'Orange Guaymas', Filamentous hydrothermal vent bacterium, Guaymas-Becken) |
|  | |

|  | Thioploca ingrica, L40998 (Randersfjord, Dänemark) |
|  |                                                    |
|  | Ca. Isobeggiatoa divolgata, AF532769               |
|  |                                                    |

|  | Ca. Maribeggiatoa vulgaris, AF064543 |
|  | |
|  | Ca. Maribeggiatoa sp. 'Orange Guaymas', PRJNA19285 (alias Beggiatoa sp. 'Orange Guaymas', Filamentous hydrothermal vent bacterium, Guaymas-Becken) |
|  | |

|  | Ca. Thiopilula aggregata, FR690973 |
|  |                                    |
|  | Ca. Thiophysa hinzei, FR690986     |
|  |                                    |

|  | \| \| Thiomargarita sp. clone SBC11, AY632420 (Golf von Mexiko)[17] \| \| \| \| \| \| Ca. Thiomargarita nelsonii, FR690931,FR690927,KU747080,FR690958,Ga0063879 \| \| \| \| |
|  | |
|  | Thiomargarita namibiensis, AF129012,FR690896,FR690916,FN811663 |
|  | |
|  | Thiomargarita sp. clone SBC11, AY632420 (Golf von Mexiko) |
|  | |
|  | Ca. Thiomargarita nelsonii, FR690931,FR690927,KU747080,FR690958,Ga0063879                                                                                                   |
|  | |

|  | Thiomargarita sp. clone SBC11, AY632420 (Golf von Mexiko)                 |
|  |                                                                           |
|  | Ca. Thiomargarita nelsonii, FR690931,FR690927,KU747080,FR690958,Ga0063879 |
|  |                                                                           |

|  | Thioploca ingrica, L40998 (Randersfjord, Dänemark) |
|  |                                                    |
|  | Ca. Isobeggiatoa divolgata, AF532769               |
|  |                                                    |

|  | Ca. Maribeggiatoa vulgaris, AF064543 |
|  | |
|  | Ca. Maribeggiatoa sp. 'Orange Guaymas', PRJNA19285 (alias Beggiatoa sp. 'Orange Guaymas', Filamentous hydrothermal vent bacterium, Guaymas-Becken) |
|  | |

|  | Thioploca ingrica, L40998 (Randersfjord, Dänemark) |
|  |                                                    |
|  | Ca. Isobeggiatoa divolgata, AF532769               |
|  |                                                    |

|  | Ca. Maribeggiatoa vulgaris, AF064543 |
|  | |
|  | Ca. Maribeggiatoa sp. 'Orange Guaymas', PRJNA19285 (alias Beggiatoa sp. 'Orange Guaymas', Filamentous hydrothermal vent bacterium, Guaymas-Becken) |
|  | |

|  | \| \| Thiomargarita sp. clone SBC11, AY632420 (Golf von Mexiko)[17] \| \| \| \| \| \| Ca. Thiomargarita nelsonii, FR690931,FR690927,KU747080,FR690958,Ga0063879 \| \| \| \| |
|  | |
|  | Thiomargarita namibiensis, AF129012,FR690896,FR690916,FN811663 |
|  | |
|  | Thiomargarita sp. clone SBC11, AY632420 (Golf von Mexiko) |
|  | |
|  | Ca. Thiomargarita nelsonii, FR690931,FR690927,KU747080,FR690958,Ga0063879                                                                                                   |
|  | |

|  | Thiomargarita sp. clone SBC11, AY632420 (Golf von Mexiko)                 |
|  |                                                                           |
|  | Ca. Thiomargarita nelsonii, FR690931,FR690927,KU747080,FR690958,Ga0063879 |
|  |                                                                           |

|  | Thioploca ingrica, L40998 (Randersfjord, Dänemark) |
|  |                                                    |
|  | Ca. Isobeggiatoa divolgata, AF532769               |
|  |                                                    |

|  | Ca. Maribeggiatoa vulgaris, AF064543 |
|  | |
|  | Ca. Maribeggiatoa sp. 'Orange Guaymas', PRJNA19285 (alias Beggiatoa sp. 'Orange Guaymas', Filamentous hydrothermal vent bacterium, Guaymas-Becken) |
|  | |

|  | Thioploca ingrica, L40998 (Randersfjord, Dänemark) |
|  |                                                    |
|  | Ca. Isobeggiatoa divolgata, AF532769               |
|  |                                                    |

|  | Ca. Maribeggiatoa vulgaris, AF064543 |
|  | |
|  | Ca. Maribeggiatoa sp. 'Orange Guaymas', PRJNA19285 (alias Beggiatoa sp. 'Orange Guaymas', Filamentous hydrothermal vent bacterium, Guaymas-Becken) |
|  | |

|  | Ca. Thiopilula aggregata, FR690973 |
|  |                                    |
|  | Ca. Thiophysa hinzei, FR690986     |
|  |                                    |

|  | \| \| Thiomargarita sp. clone SBC11, AY632420 (Golf von Mexiko)[17] \| \| \| \| \| \| Ca. Thiomargarita nelsonii, FR690931,FR690927,KU747080,FR690958,Ga0063879 \| \| \| \| |
|  | |
|  | Thiomargarita namibiensis, AF129012,FR690896,FR690916,FN811663 |
|  | |
|  | Thiomargarita sp. clone SBC11, AY632420 (Golf von Mexiko) |
|  | |
|  | Ca. Thiomargarita nelsonii, FR690931,FR690927,KU747080,FR690958,Ga0063879                                                                                                   |
|  | |

|  | Thiomargarita sp. clone SBC11, AY632420 (Golf von Mexiko)                 |
|  |                                                                           |
|  | Ca. Thiomargarita nelsonii, FR690931,FR690927,KU747080,FR690958,Ga0063879 |
|  |                                                                           |

|  | Thioploca ingrica, L40998 (Randersfjord, Dänemark) |
|  |                                                    |
|  | Ca. Isobeggiatoa divolgata, AF532769               |
|  |                                                    |

|  | Ca. Maribeggiatoa vulgaris, AF064543 |
|  | |
|  | Ca. Maribeggiatoa sp. 'Orange Guaymas', PRJNA19285 (alias Beggiatoa sp. 'Orange Guaymas', Filamentous hydrothermal vent bacterium, Guaymas-Becken) |
|  | |

|  | Thioploca ingrica, L40998 (Randersfjord, Dänemark) |
|  |                                                    |
|  | Ca. Isobeggiatoa divolgata, AF532769               |
|  |                                                    |

|  | Ca. Maribeggiatoa vulgaris, AF064543 |
|  | |
|  | Ca. Maribeggiatoa sp. 'Orange Guaymas', PRJNA19285 (alias Beggiatoa sp. 'Orange Guaymas', Filamentous hydrothermal vent bacterium, Guaymas-Becken) |
|  | |

|  | \| \| Thiomargarita sp. clone SBC11, AY632420 (Golf von Mexiko)[17] \| \| \| \| \| \| Ca. Thiomargarita nelsonii, FR690931,FR690927,KU747080,FR690958,Ga0063879 \| \| \| \| |
|  | |
|  | Thiomargarita namibiensis, AF129012,FR690896,FR690916,FN811663 |
|  | |
|  | Thiomargarita sp. clone SBC11, AY632420 (Golf von Mexiko) |
|  | |
|  | Ca. Thiomargarita nelsonii, FR690931,FR690927,KU747080,FR690958,Ga0063879                                                                                                   |
|  | |

|  | Thiomargarita sp. clone SBC11, AY632420 (Golf von Mexiko)                 |
|  |                                                                           |
|  | Ca. Thiomargarita nelsonii, FR690931,FR690927,KU747080,FR690958,Ga0063879 |
|  |                                                                           |

|  | Thioploca ingrica, L40998 (Randersfjord, Dänemark) |
|  |                                                    |
|  | Ca. Isobeggiatoa divolgata, AF532769               |
|  |                                                    |

|  | Ca. Maribeggiatoa vulgaris, AF064543 |
|  | |
|  | Ca. Maribeggiatoa sp. 'Orange Guaymas', PRJNA19285 (alias Beggiatoa sp. 'Orange Guaymas', Filamentous hydrothermal vent bacterium, Guaymas-Becken) |
|  | |

|  | Thioploca ingrica, L40998 (Randersfjord, Dänemark) |
|  |                                                    |
|  | Ca. Isobeggiatoa divolgata, AF532769               |
|  |                                                    |

|  | Ca. Maribeggiatoa vulgaris, AF064543 |
|  | |
|  | Ca. Maribeggiatoa sp. 'Orange Guaymas', PRJNA19285 (alias Beggiatoa sp. 'Orange Guaymas', Filamentous hydrothermal vent bacterium, Guaymas-Becken) |
|  | |

|  | Ca. Thiopilula aggregata, FR690973 |
|  |                                    |
|  | Ca. Thiophysa hinzei, FR690986     |
|  |                                    |

|                                                 | Beggiatoa s. , AF110275,AF110274,GA0068239_11187,GU117706 |
|                                                 |                                                           |
|                                                 | Ca. Allobeggiatoa halophila, EU919200                     |
|                                                 |                                                           |
|                                                 | Thiotrichaceae bacterium KB-A, FJ799356                   |
|                                                 |                                                           |
|                                                 | Uncultured bacterium clone CF-25, FJ535296                |
| Vorlage:Klade/Wartung/3 Vorlage:Klade/Wartung/4 |                                                           |

|  | \| \| Thiomargarita sp. clone SBC11, AY632420 (Golf von Mexiko)[17] \| \| \| \| \| \| Ca. Thiomargarita nelsonii, FR690931,FR690927,KU747080,FR690958,Ga0063879 \| \| \| \| |
|  | |
|  | Thiomargarita namibiensis, AF129012,FR690896,FR690916,FN811663 |
|  | |
|  | Thiomargarita sp. clone SBC11, AY632420 (Golf von Mexiko) |
|  | |
|  | Ca. Thiomargarita nelsonii, FR690931,FR690927,KU747080,FR690958,Ga0063879                                                                                                   |
|  | |

|  | Thiomargarita sp. clone SBC11, AY632420 (Golf von Mexiko)                 |
|  |                                                                           |
|  | Ca. Thiomargarita nelsonii, FR690931,FR690927,KU747080,FR690958,Ga0063879 |
|  |                                                                           |

|  | Thioploca ingrica, L40998 (Randersfjord, Dänemark) |
|  |                                                    |
|  | Ca. Isobeggiatoa divolgata, AF532769               |
|  |                                                    |

|  | Ca. Maribeggiatoa vulgaris, AF064543 |
|  | |
|  | Ca. Maribeggiatoa sp. 'Orange Guaymas', PRJNA19285 (alias Beggiatoa sp. 'Orange Guaymas', Filamentous hydrothermal vent bacterium, Guaymas-Becken) |
|  | |

|  | Thioploca ingrica, L40998 (Randersfjord, Dänemark) |
|  |                                                    |
|  | Ca. Isobeggiatoa divolgata, AF532769               |
|  |                                                    |

|  | Ca. Maribeggiatoa vulgaris, AF064543 |
|  | |
|  | Ca. Maribeggiatoa sp. 'Orange Guaymas', PRJNA19285 (alias Beggiatoa sp. 'Orange Guaymas', Filamentous hydrothermal vent bacterium, Guaymas-Becken) |
|  | |

|  | \| \| Thiomargarita sp. clone SBC11, AY632420 (Golf von Mexiko)[17] \| \| \| \| \| \| Ca. Thiomargarita nelsonii, FR690931,FR690927,KU747080,FR690958,Ga0063879 \| \| \| \| |
|  | |
|  | Thiomargarita namibiensis, AF129012,FR690896,FR690916,FN811663 |
|  | |
|  | Thiomargarita sp. clone SBC11, AY632420 (Golf von Mexiko) |
|  | |
|  | Ca. Thiomargarita nelsonii, FR690931,FR690927,KU747080,FR690958,Ga0063879                                                                                                   |
|  | |

|  | Thiomargarita sp. clone SBC11, AY632420 (Golf von Mexiko)                 |
|  |                                                                           |
|  | Ca. Thiomargarita nelsonii, FR690931,FR690927,KU747080,FR690958,Ga0063879 |
|  |                                                                           |

|  | Thioploca ingrica, L40998 (Randersfjord, Dänemark) |
|  |                                                    |
|  | Ca. Isobeggiatoa divolgata, AF532769               |
|  |                                                    |

|  | Ca. Maribeggiatoa vulgaris, AF064543 |
|  | |
|  | Ca. Maribeggiatoa sp. 'Orange Guaymas', PRJNA19285 (alias Beggiatoa sp. 'Orange Guaymas', Filamentous hydrothermal vent bacterium, Guaymas-Becken) |
|  | |

|  | Thioploca ingrica, L40998 (Randersfjord, Dänemark) |
|  |                                                    |
|  | Ca. Isobeggiatoa divolgata, AF532769               |
|  |                                                    |

|  | Ca. Maribeggiatoa vulgaris, AF064543 |
|  | |
|  | Ca. Maribeggiatoa sp. 'Orange Guaymas', PRJNA19285 (alias Beggiatoa sp. 'Orange Guaymas', Filamentous hydrothermal vent bacterium, Guaymas-Becken) |
|  | |

|  | Ca. Thiopilula aggregata, FR690973 |
|  |                                    |
|  | Ca. Thiophysa hinzei, FR690986     |
|  |                                    |

|  | \| \| Thiomargarita sp. clone SBC11, AY632420 (Golf von Mexiko)[17] \| \| \| \| \| \| Ca. Thiomargarita nelsonii, FR690931,FR690927,KU747080,FR690958,Ga0063879 \| \| \| \| |
|  | |
|  | Thiomargarita namibiensis, AF129012,FR690896,FR690916,FN811663 |
|  | |
|  | Thiomargarita sp. clone SBC11, AY632420 (Golf von Mexiko) |
|  | |
|  | Ca. Thiomargarita nelsonii, FR690931,FR690927,KU747080,FR690958,Ga0063879                                                                                                   |
|  | |

|  | Thiomargarita sp. clone SBC11, AY632420 (Golf von Mexiko)                 |
|  |                                                                           |
|  | Ca. Thiomargarita nelsonii, FR690931,FR690927,KU747080,FR690958,Ga0063879 |
|  |                                                                           |

|  | Thioploca ingrica, L40998 (Randersfjord, Dänemark) |
|  |                                                    |
|  | Ca. Isobeggiatoa divolgata, AF532769               |
|  |                                                    |

|  | Ca. Maribeggiatoa vulgaris, AF064543 |
|  | |
|  | Ca. Maribeggiatoa sp. 'Orange Guaymas', PRJNA19285 (alias Beggiatoa sp. 'Orange Guaymas', Filamentous hydrothermal vent bacterium, Guaymas-Becken) |
|  | |

|  | Thioploca ingrica, L40998 (Randersfjord, Dänemark) |
|  |                                                    |
|  | Ca. Isobeggiatoa divolgata, AF532769               |
|  |                                                    |

|  | Ca. Maribeggiatoa vulgaris, AF064543 |
|  | |
|  | Ca. Maribeggiatoa sp. 'Orange Guaymas', PRJNA19285 (alias Beggiatoa sp. 'Orange Guaymas', Filamentous hydrothermal vent bacterium, Guaymas-Becken) |
|  | |

|  | \| \| Thiomargarita sp. clone SBC11, AY632420 (Golf von Mexiko)[17] \| \| \| \| \| \| Ca. Thiomargarita nelsonii, FR690931,FR690927,KU747080,FR690958,Ga0063879 \| \| \| \| |
|  | |
|  | Thiomargarita namibiensis, AF129012,FR690896,FR690916,FN811663 |
|  | |
|  | Thiomargarita sp. clone SBC11, AY632420 (Golf von Mexiko) |
|  | |
|  | Ca. Thiomargarita nelsonii, FR690931,FR690927,KU747080,FR690958,Ga0063879                                                                                                   |
|  | |

|  | Thiomargarita sp. clone SBC11, AY632420 (Golf von Mexiko)                 |
|  |                                                                           |
|  | Ca. Thiomargarita nelsonii, FR690931,FR690927,KU747080,FR690958,Ga0063879 |
|  |                                                                           |

|  | Thioploca ingrica, L40998 (Randersfjord, Dänemark) |
|  |                                                    |
|  | Ca. Isobeggiatoa divolgata, AF532769               |
|  |                                                    |

|  | Ca. Maribeggiatoa vulgaris, AF064543 |
|  | |
|  | Ca. Maribeggiatoa sp. 'Orange Guaymas', PRJNA19285 (alias Beggiatoa sp. 'Orange Guaymas', Filamentous hydrothermal vent bacterium, Guaymas-Becken) |
|  | |

|  | Thioploca ingrica, L40998 (Randersfjord, Dänemark) |
|  |                                                    |
|  | Ca. Isobeggiatoa divolgata, AF532769               |
|  |                                                    |

|  | Ca. Maribeggiatoa vulgaris, AF064543 |
|  | |
|  | Ca. Maribeggiatoa sp. 'Orange Guaymas', PRJNA19285 (alias Beggiatoa sp. 'Orange Guaymas', Filamentous hydrothermal vent bacterium, Guaymas-Becken) |
|  | |

|  | Ca. Thiopilula aggregata, FR690973 |
|  |                                    |
|  | Ca. Thiophysa hinzei, FR690986     |
|  |                                    |

|  | \| \| Thiomargarita sp. clone SBC11, AY632420 (Golf von Mexiko)[17] \| \| \| \| \| \| Ca. Thiomargarita nelsonii, FR690931,FR690927,KU747080,FR690958,Ga0063879 \| \| \| \| |
|  | |
|  | Thiomargarita namibiensis, AF129012,FR690896,FR690916,FN811663 |
|  | |
|  | Thiomargarita sp. clone SBC11, AY632420 (Golf von Mexiko) |
|  | |
|  | Ca. Thiomargarita nelsonii, FR690931,FR690927,KU747080,FR690958,Ga0063879                                                                                                   |
|  | |

|  | Thiomargarita sp. clone SBC11, AY632420 (Golf von Mexiko)                 |
|  |                                                                           |
|  | Ca. Thiomargarita nelsonii, FR690931,FR690927,KU747080,FR690958,Ga0063879 |
|  |                                                                           |

|  | Thioploca ingrica, L40998 (Randersfjord, Dänemark) |
|  |                                                    |
|  | Ca. Isobeggiatoa divolgata, AF532769               |
|  |                                                    |

|  | Ca. Maribeggiatoa vulgaris, AF064543 |
|  | |
|  | Ca. Maribeggiatoa sp. 'Orange Guaymas', PRJNA19285 (alias Beggiatoa sp. 'Orange Guaymas', Filamentous hydrothermal vent bacterium, Guaymas-Becken) |
|  | |

|  | Thioploca ingrica, L40998 (Randersfjord, Dänemark) |
|  |                                                    |
|  | Ca. Isobeggiatoa divolgata, AF532769               |
|  |                                                    |

|  | Ca. Maribeggiatoa vulgaris, AF064543 |
|  | |
|  | Ca. Maribeggiatoa sp. 'Orange Guaymas', PRJNA19285 (alias Beggiatoa sp. 'Orange Guaymas', Filamentous hydrothermal vent bacterium, Guaymas-Becken) |
|  | |

|  | \| \| Thiomargarita sp. clone SBC11, AY632420 (Golf von Mexiko)[17] \| \| \| \| \| \| Ca. Thiomargarita nelsonii, FR690931,FR690927,KU747080,FR690958,Ga0063879 \| \| \| \| |
|  | |
|  | Thiomargarita namibiensis, AF129012,FR690896,FR690916,FN811663 |
|  | |
|  | Thiomargarita sp. clone SBC11, AY632420 (Golf von Mexiko) |
|  | |
|  | Ca. Thiomargarita nelsonii, FR690931,FR690927,KU747080,FR690958,Ga0063879                                                                                                   |
|  | |

|  | Thiomargarita sp. clone SBC11, AY632420 (Golf von Mexiko)                 |
|  |                                                                           |
|  | Ca. Thiomargarita nelsonii, FR690931,FR690927,KU747080,FR690958,Ga0063879 |
|  |                                                                           |

|  | Thioploca ingrica, L40998 (Randersfjord, Dänemark) |
|  |                                                    |
|  | Ca. Isobeggiatoa divolgata, AF532769               |
|  |                                                    |

|  | Ca. Maribeggiatoa vulgaris, AF064543 |
|  | |
|  | Ca. Maribeggiatoa sp. 'Orange Guaymas', PRJNA19285 (alias Beggiatoa sp. 'Orange Guaymas', Filamentous hydrothermal vent bacterium, Guaymas-Becken) |
|  | |

|  | Thioploca ingrica, L40998 (Randersfjord, Dänemark) |
|  |                                                    |
|  | Ca. Isobeggiatoa divolgata, AF532769               |
|  |                                                    |

|  | Ca. Maribeggiatoa vulgaris, AF064543 |
|  | |
|  | Ca. Maribeggiatoa sp. 'Orange Guaymas', PRJNA19285 (alias Beggiatoa sp. 'Orange Guaymas', Filamentous hydrothermal vent bacterium, Guaymas-Becken) |
|  | |

|  | Ca. Thiopilula aggregata, FR690973 |
|  |                                    |
|  | Ca. Thiophysa hinzei, FR690986     |
|  |                                    |

|  | \| \| Thiomargarita sp. clone SBC11, AY632420 (Golf von Mexiko)[17] \| \| \| \| \| \| Ca. Thiomargarita nelsonii, FR690931,FR690927,KU747080,FR690958,Ga0063879 \| \| \| \| |
|  | |
|  | Thiomargarita namibiensis, AF129012,FR690896,FR690916,FN811663 |
|  | |
|  | Thiomargarita sp. clone SBC11, AY632420 (Golf von Mexiko) |
|  | |
|  | Ca. Thiomargarita nelsonii, FR690931,FR690927,KU747080,FR690958,Ga0063879                                                                                                   |
|  | |

|  | Thiomargarita sp. clone SBC11, AY632420 (Golf von Mexiko)                 |
|  |                                                                           |
|  | Ca. Thiomargarita nelsonii, FR690931,FR690927,KU747080,FR690958,Ga0063879 |
|  |                                                                           |

|  | Thioploca ingrica, L40998 (Randersfjord, Dänemark) |
|  |                                                    |
|  | Ca. Isobeggiatoa divolgata, AF532769               |
|  |                                                    |

|  | Ca. Maribeggiatoa vulgaris, AF064543 |
|  | |
|  | Ca. Maribeggiatoa sp. 'Orange Guaymas', PRJNA19285 (alias Beggiatoa sp. 'Orange Guaymas', Filamentous hydrothermal vent bacterium, Guaymas-Becken) |
|  | |

|  | Thioploca ingrica, L40998 (Randersfjord, Dänemark) |
|  |                                                    |
|  | Ca. Isobeggiatoa divolgata, AF532769               |
|  |                                                    |

|  | Ca. Maribeggiatoa vulgaris, AF064543 |
|  | |
|  | Ca. Maribeggiatoa sp. 'Orange Guaymas', PRJNA19285 (alias Beggiatoa sp. 'Orange Guaymas', Filamentous hydrothermal vent bacterium, Guaymas-Becken) |
|  | |

|  | \| \| Thiomargarita sp. clone SBC11, AY632420 (Golf von Mexiko)[17] \| \| \| \| \| \| Ca. Thiomargarita nelsonii, FR690931,FR690927,KU747080,FR690958,Ga0063879 \| \| \| \| |
|  | |
|  | Thiomargarita namibiensis, AF129012,FR690896,FR690916,FN811663 |
|  | |
|  | Thiomargarita sp. clone SBC11, AY632420 (Golf von Mexiko) |
|  | |
|  | Ca. Thiomargarita nelsonii, FR690931,FR690927,KU747080,FR690958,Ga0063879                                                                                                   |
|  | |

|  | Thiomargarita sp. clone SBC11, AY632420 (Golf von Mexiko)                 |
|  |                                                                           |
|  | Ca. Thiomargarita nelsonii, FR690931,FR690927,KU747080,FR690958,Ga0063879 |
|  |                                                                           |

|  | Thioploca ingrica, L40998 (Randersfjord, Dänemark) |
|  |                                                    |
|  | Ca. Isobeggiatoa divolgata, AF532769               |
|  |                                                    |

|  | Ca. Maribeggiatoa vulgaris, AF064543 |
|  | |
|  | Ca. Maribeggiatoa sp. 'Orange Guaymas', PRJNA19285 (alias Beggiatoa sp. 'Orange Guaymas', Filamentous hydrothermal vent bacterium, Guaymas-Becken) |
|  | |

|  | Thioploca ingrica, L40998 (Randersfjord, Dänemark) |
|  |                                                    |
|  | Ca. Isobeggiatoa divolgata, AF532769               |
|  |                                                    |

|  | Ca. Maribeggiatoa vulgaris, AF064543 |
|  | |
|  | Ca. Maribeggiatoa sp. 'Orange Guaymas', PRJNA19285 (alias Beggiatoa sp. 'Orange Guaymas', Filamentous hydrothermal vent bacterium, Guaymas-Becken) |
|  | |

|  | Ca. Thiopilula aggregata, FR690973 |
|  |                                    |
|  | Ca. Thiophysa hinzei, FR690986     |
|  |                                    |

|  | \| \| Thiomargarita sp. clone SBC11, AY632420 (Golf von Mexiko)[17] \| \| \| \| \| \| Ca. Thiomargarita nelsonii, FR690931,FR690927,KU747080,FR690958,Ga0063879 \| \| \| \| |
|  | |
|  | Thiomargarita namibiensis, AF129012,FR690896,FR690916,FN811663 |
|  | |
|  | Thiomargarita sp. clone SBC11, AY632420 (Golf von Mexiko) |
|  | |
|  | Ca. Thiomargarita nelsonii, FR690931,FR690927,KU747080,FR690958,Ga0063879                                                                                                   |
|  | |

|  | Thiomargarita sp. clone SBC11, AY632420 (Golf von Mexiko)                 |
|  |                                                                           |
|  | Ca. Thiomargarita nelsonii, FR690931,FR690927,KU747080,FR690958,Ga0063879 |
|  |                                                                           |

|  | Thioploca ingrica, L40998 (Randersfjord, Dänemark) |
|  |                                                    |
|  | Ca. Isobeggiatoa divolgata, AF532769               |
|  |                                                    |

|  | Ca. Maribeggiatoa vulgaris, AF064543 |
|  | |
|  | Ca. Maribeggiatoa sp. 'Orange Guaymas', PRJNA19285 (alias Beggiatoa sp. 'Orange Guaymas', Filamentous hydrothermal vent bacterium, Guaymas-Becken) |
|  | |

|  | Thioploca ingrica, L40998 (Randersfjord, Dänemark) |
|  |                                                    |
|  | Ca. Isobeggiatoa divolgata, AF532769               |
|  |                                                    |

|  | Ca. Maribeggiatoa vulgaris, AF064543 |
|  | |
|  | Ca. Maribeggiatoa sp. 'Orange Guaymas', PRJNA19285 (alias Beggiatoa sp. 'Orange Guaymas', Filamentous hydrothermal vent bacterium, Guaymas-Becken) |
|  | |

|  | \| \| Thiomargarita sp. clone SBC11, AY632420 (Golf von Mexiko)[17] \| \| \| \| \| \| Ca. Thiomargarita nelsonii, FR690931,FR690927,KU747080,FR690958,Ga0063879 \| \| \| \| |
|  | |
|  | Thiomargarita namibiensis, AF129012,FR690896,FR690916,FN811663 |
|  | |
|  | Thiomargarita sp. clone SBC11, AY632420 (Golf von Mexiko) |
|  | |
|  | Ca. Thiomargarita nelsonii, FR690931,FR690927,KU747080,FR690958,Ga0063879                                                                                                   |
|  | |

|  | Thiomargarita sp. clone SBC11, AY632420 (Golf von Mexiko)                 |
|  |                                                                           |
|  | Ca. Thiomargarita nelsonii, FR690931,FR690927,KU747080,FR690958,Ga0063879 |
|  |                                                                           |

|  | Thioploca ingrica, L40998 (Randersfjord, Dänemark) |
|  |                                                    |
|  | Ca. Isobeggiatoa divolgata, AF532769               |
|  |                                                    |

|  | Ca. Maribeggiatoa vulgaris, AF064543 |
|  | |
|  | Ca. Maribeggiatoa sp. 'Orange Guaymas', PRJNA19285 (alias Beggiatoa sp. 'Orange Guaymas', Filamentous hydrothermal vent bacterium, Guaymas-Becken) |
|  | |

|  | Thioploca ingrica, L40998 (Randersfjord, Dänemark) |
|  |                                                    |
|  | Ca. Isobeggiatoa divolgata, AF532769               |
|  |                                                    |

|  | Ca. Maribeggiatoa vulgaris, AF064543 |
|  | |
|  | Ca. Maribeggiatoa sp. 'Orange Guaymas', PRJNA19285 (alias Beggiatoa sp. 'Orange Guaymas', Filamentous hydrothermal vent bacterium, Guaymas-Becken) |
|  | |

|  | Ca. Thiopilula aggregata, FR690973 |
|  |                                    |
|  | Ca. Thiophysa hinzei, FR690986     |
|  |                                    |

|  | \| \| Thiomargarita sp. clone SBC11, AY632420 (Golf von Mexiko)[17] \| \| \| \| \| \| Ca. Thiomargarita nelsonii, FR690931,FR690927,KU747080,FR690958,Ga0063879 \| \| \| \| |
|  | |
|  | Thiomargarita namibiensis, AF129012,FR690896,FR690916,FN811663 |
|  | |
|  | Thiomargarita sp. clone SBC11, AY632420 (Golf von Mexiko) |
|  | |
|  | Ca. Thiomargarita nelsonii, FR690931,FR690927,KU747080,FR690958,Ga0063879                                                                                                   |
|  | |

|  | Thiomargarita sp. clone SBC11, AY632420 (Golf von Mexiko)                 |
|  |                                                                           |
|  | Ca. Thiomargarita nelsonii, FR690931,FR690927,KU747080,FR690958,Ga0063879 |
|  |                                                                           |

|  | Thioploca ingrica, L40998 (Randersfjord, Dänemark) |
|  |                                                    |
|  | Ca. Isobeggiatoa divolgata, AF532769               |
|  |                                                    |

|  | Ca. Maribeggiatoa vulgaris, AF064543 |
|  | |
|  | Ca. Maribeggiatoa sp. 'Orange Guaymas', PRJNA19285 (alias Beggiatoa sp. 'Orange Guaymas', Filamentous hydrothermal vent bacterium, Guaymas-Becken) |
|  | |

|  | Thioploca ingrica, L40998 (Randersfjord, Dänemark) |
|  |                                                    |
|  | Ca. Isobeggiatoa divolgata, AF532769               |
|  |                                                    |

|  | Ca. Maribeggiatoa vulgaris, AF064543 |
|  | |
|  | Ca. Maribeggiatoa sp. 'Orange Guaymas', PRJNA19285 (alias Beggiatoa sp. 'Orange Guaymas', Filamentous hydrothermal vent bacterium, Guaymas-Becken) |
|  | |

|  | \| \| Thiomargarita sp. clone SBC11, AY632420 (Golf von Mexiko)[17] \| \| \| \| \| \| Ca. Thiomargarita nelsonii, FR690931,FR690927,KU747080,FR690958,Ga0063879 \| \| \| \| |
|  | |
|  | Thiomargarita namibiensis, AF129012,FR690896,FR690916,FN811663 |
|  | |
|  | Thiomargarita sp. clone SBC11, AY632420 (Golf von Mexiko) |
|  | |
|  | Ca. Thiomargarita nelsonii, FR690931,FR690927,KU747080,FR690958,Ga0063879                                                                                                   |
|  | |

|  | Thiomargarita sp. clone SBC11, AY632420 (Golf von Mexiko)                 |
|  |                                                                           |
|  | Ca. Thiomargarita nelsonii, FR690931,FR690927,KU747080,FR690958,Ga0063879 |
|  |                                                                           |

|  | Thioploca ingrica, L40998 (Randersfjord, Dänemark) |
|  |                                                    |
|  | Ca. Isobeggiatoa divolgata, AF532769               |
|  |                                                    |

|  | Ca. Maribeggiatoa vulgaris, AF064543 |
|  | |
|  | Ca. Maribeggiatoa sp. 'Orange Guaymas', PRJNA19285 (alias Beggiatoa sp. 'Orange Guaymas', Filamentous hydrothermal vent bacterium, Guaymas-Becken) |
|  | |

|  | Thioploca ingrica, L40998 (Randersfjord, Dänemark) |
|  |                                                    |
|  | Ca. Isobeggiatoa divolgata, AF532769               |
|  |                                                    |

|  | Ca. Maribeggiatoa vulgaris, AF064543 |
|  | |
|  | Ca. Maribeggiatoa sp. 'Orange Guaymas', PRJNA19285 (alias Beggiatoa sp. 'Orange Guaymas', Filamentous hydrothermal vent bacterium, Guaymas-Becken) |
|  | |

|  | Ca. Thiopilula aggregata, FR690973 |
|  |                                    |
|  | Ca. Thiophysa hinzei, FR690986     |
|  |                                    |

|  | \| \| Thiomargarita sp. clone SBC11, AY632420 (Golf von Mexiko)[17] \| \| \| \| \| \| Ca. Thiomargarita nelsonii, FR690931,FR690927,KU747080,FR690958,Ga0063879 \| \| \| \| |
|  | |
|  | Thiomargarita namibiensis, AF129012,FR690896,FR690916,FN811663 |
|  | |
|  | Thiomargarita sp. clone SBC11, AY632420 (Golf von Mexiko) |
|  | |
|  | Ca. Thiomargarita nelsonii, FR690931,FR690927,KU747080,FR690958,Ga0063879                                                                                                   |
|  | |

|  | Thiomargarita sp. clone SBC11, AY632420 (Golf von Mexiko)                 |
|  |                                                                           |
|  | Ca. Thiomargarita nelsonii, FR690931,FR690927,KU747080,FR690958,Ga0063879 |
|  |                                                                           |

|  | Thioploca ingrica, L40998 (Randersfjord, Dänemark) |
|  |                                                    |
|  | Ca. Isobeggiatoa divolgata, AF532769               |
|  |                                                    |

|  | Ca. Maribeggiatoa vulgaris, AF064543 |
|  | |
|  | Ca. Maribeggiatoa sp. 'Orange Guaymas', PRJNA19285 (alias Beggiatoa sp. 'Orange Guaymas', Filamentous hydrothermal vent bacterium, Guaymas-Becken) |
|  | |

|  | Thioploca ingrica, L40998 (Randersfjord, Dänemark) |
|  |                                                    |
|  | Ca. Isobeggiatoa divolgata, AF532769               |
|  |                                                    |

|  | Ca. Maribeggiatoa vulgaris, AF064543 |
|  | |
|  | Ca. Maribeggiatoa sp. 'Orange Guaymas', PRJNA19285 (alias Beggiatoa sp. 'Orange Guaymas', Filamentous hydrothermal vent bacterium, Guaymas-Becken) |
|  | |

|  | \| \| Thiomargarita sp. clone SBC11, AY632420 (Golf von Mexiko)[17] \| \| \| \| \| \| Ca. Thiomargarita nelsonii, FR690931,FR690927,KU747080,FR690958,Ga0063879 \| \| \| \| |
|  | |
|  | Thiomargarita namibiensis, AF129012,FR690896,FR690916,FN811663 |
|  | |
|  | Thiomargarita sp. clone SBC11, AY632420 (Golf von Mexiko) |
|  | |
|  | Ca. Thiomargarita nelsonii, FR690931,FR690927,KU747080,FR690958,Ga0063879                                                                                                   |
|  | |

|  | Thiomargarita sp. clone SBC11, AY632420 (Golf von Mexiko)                 |
|  |                                                                           |
|  | Ca. Thiomargarita nelsonii, FR690931,FR690927,KU747080,FR690958,Ga0063879 |
|  |                                                                           |

|  | Thioploca ingrica, L40998 (Randersfjord, Dänemark) |
|  |                                                    |
|  | Ca. Isobeggiatoa divolgata, AF532769               |
|  |                                                    |

|  | Ca. Maribeggiatoa vulgaris, AF064543 |
|  | |
|  | Ca. Maribeggiatoa sp. 'Orange Guaymas', PRJNA19285 (alias Beggiatoa sp. 'Orange Guaymas', Filamentous hydrothermal vent bacterium, Guaymas-Becken) |
|  | |

|  | Thioploca ingrica, L40998 (Randersfjord, Dänemark) |
|  |                                                    |
|  | Ca. Isobeggiatoa divolgata, AF532769               |
|  |                                                    |

|  | Ca. Maribeggiatoa vulgaris, AF064543 |
|  | |
|  | Ca. Maribeggiatoa sp. 'Orange Guaymas', PRJNA19285 (alias Beggiatoa sp. 'Orange Guaymas', Filamentous hydrothermal vent bacterium, Guaymas-Becken) |
|  | |

|  | Ca. Thiopilula aggregata, FR690973 |
|  |                                    |
|  | Ca. Thiophysa hinzei, FR690986     |
|  |                                    |

|  | \| \| Thiomargarita sp. clone SBC11, AY632420 (Golf von Mexiko)[17] \| \| \| \| \| \| Ca. Thiomargarita nelsonii, FR690931,FR690927,KU747080,FR690958,Ga0063879 \| \| \| \| |
|  | |
|  | Thiomargarita namibiensis, AF129012,FR690896,FR690916,FN811663 |
|  | |
|  | Thiomargarita sp. clone SBC11, AY632420 (Golf von Mexiko) |
|  | |
|  | Ca. Thiomargarita nelsonii, FR690931,FR690927,KU747080,FR690958,Ga0063879                                                                                                   |
|  | |

|  | Thiomargarita sp. clone SBC11, AY632420 (Golf von Mexiko)                 |
|  |                                                                           |
|  | Ca. Thiomargarita nelsonii, FR690931,FR690927,KU747080,FR690958,Ga0063879 |
|  |                                                                           |

|  | Thioploca ingrica, L40998 (Randersfjord, Dänemark) |
|  |                                                    |
|  | Ca. Isobeggiatoa divolgata, AF532769               |
|  |                                                    |

|  | Ca. Maribeggiatoa vulgaris, AF064543 |
|  | |
|  | Ca. Maribeggiatoa sp. 'Orange Guaymas', PRJNA19285 (alias Beggiatoa sp. 'Orange Guaymas', Filamentous hydrothermal vent bacterium, Guaymas-Becken) |
|  | |

|  | Thioploca ingrica, L40998 (Randersfjord, Dänemark) |
|  |                                                    |
|  | Ca. Isobeggiatoa divolgata, AF532769               |
|  |                                                    |

|  | Ca. Maribeggiatoa vulgaris, AF064543 |
|  | |
|  | Ca. Maribeggiatoa sp. 'Orange Guaymas', PRJNA19285 (alias Beggiatoa sp. 'Orange Guaymas', Filamentous hydrothermal vent bacterium, Guaymas-Becken) |
|  | |

|  | \| \| Thiomargarita sp. clone SBC11, AY632420 (Golf von Mexiko)[17] \| \| \| \| \| \| Ca. Thiomargarita nelsonii, FR690931,FR690927,KU747080,FR690958,Ga0063879 \| \| \| \| |
|  | |
|  | Thiomargarita namibiensis, AF129012,FR690896,FR690916,FN811663 |
|  | |
|  | Thiomargarita sp. clone SBC11, AY632420 (Golf von Mexiko) |
|  | |
|  | Ca. Thiomargarita nelsonii, FR690931,FR690927,KU747080,FR690958,Ga0063879                                                                                                   |
|  | |

|  | Thiomargarita sp. clone SBC11, AY632420 (Golf von Mexiko)                 |
|  |                                                                           |
|  | Ca. Thiomargarita nelsonii, FR690931,FR690927,KU747080,FR690958,Ga0063879 |
|  |                                                                           |

|  | Thioploca ingrica, L40998 (Randersfjord, Dänemark) |
|  |                                                    |
|  | Ca. Isobeggiatoa divolgata, AF532769               |
|  |                                                    |

|  | Ca. Maribeggiatoa vulgaris, AF064543 |
|  | |
|  | Ca. Maribeggiatoa sp. 'Orange Guaymas', PRJNA19285 (alias Beggiatoa sp. 'Orange Guaymas', Filamentous hydrothermal vent bacterium, Guaymas-Becken) |
|  | |

|  | Thioploca ingrica, L40998 (Randersfjord, Dänemark) |
|  |                                                    |
|  | Ca. Isobeggiatoa divolgata, AF532769               |
|  |                                                    |

|  | Ca. Maribeggiatoa vulgaris, AF064543 |
|  | |
|  | Ca. Maribeggiatoa sp. 'Orange Guaymas', PRJNA19285 (alias Beggiatoa sp. 'Orange Guaymas', Filamentous hydrothermal vent bacterium, Guaymas-Becken) |
|  | |

|  | Ca. Thiopilula aggregata, FR690973 |
|  |                                    |
|  | Ca. Thiophysa hinzei, FR690986     |
|  |                                    |

|                                                 | Beggiatoa s. , AF110275,AF110274,GA0068239_11187,GU117706 |
|                                                 |                                                           |
|                                                 | Ca. Allobeggiatoa halophila, EU919200                     |
|                                                 |                                                           |
|                                                 | Thiotrichaceae bacterium KB-A, FJ799356                   |
|                                                 |                                                           |
|                                                 | Uncultured bacterium clone CF-25, FJ535296                |
| Vorlage:Klade/Wartung/3 Vorlage:Klade/Wartung/4 |                                                           |

### Arten
Gattung Thiomargarita Schulz et al. 1999
- Thiomargarita namibiensis Schulz et al. 1999 mit Stamm NAM018(Namibia), CHI001(Chile), COS001(Costa Rica)
- Ca. Thiomargarita joergensii  Salman et al. 2011 mit Stamm NAM032–NAM035 (Namibia)
- Ca. Thiomargarita nelsonii Salma et al. 2011 mit Stamm Bud S10, Thio36, MDA[14] und COS009 usw. (Costa Rica),  NAM036 usw. (Namibia)
- Ca. Thiomargarita magnifica Volland et al. 2022[25] alias Ca. Thiomargarita sp. Lot2[26] (Guadeloupe)
- Thiomargarita sp. LeSa43p[27] (Endophyten von Blättern der Ackerschmalwand Arabidopsis thaliana)
- Thiomargarita sp. Thio36[28] (möglicherweise zu  Ca. T. nelsonii[14])
- Thiomargarita sp. clone SBC11[17] (möglicherweise zu Ca. T. nelsonii,[15][16] Golf von Mexiko[17])

Anmerkung: Die Genome Taxonomy Database (GTDB) unterscheidet abweichend zwei Spezies Thiomargarita nelsonii_A (mit Referenzstamm THI036) und T. nelsonii_B (mit Referenzstamm Hydrate Ridge, Epibiont).

### Thiomargarita namibiensis
Thiomargarita namibiensis ist derzeit der einzige offiziell beschriebene Vertreter der Gattung. Die Zellen dieser Bakterienart können so groß wie Mohnsamen werden (Durchmesser 0,75 mm), weil ihr Zellinhalt durch einen riesigen, mit Wasser und Nitraten gefüllten Sack oder Beutel (englisch sac, Vakuole) an die äußere Zellwand gepresst wird. Die Zelle lebt also nur entlang dieses Randes, und die lebenswichtigen Moleküle können daher trotzdem hinein- und hinausdiffundieren.
Daher überwinden diese Bakterien das theoretische Limit für die Größe von Prokaryoten, das durch die Nahrungsaufnahme und Ausscheidung von Giftstoffen bedingt ist. Da die Außenfläche quadratisch, das Volumen aber kubisch mit der Längenausdehnung einer Zelle zunimmt, ist das Verhältnis Volumen zu Oberfläche umgekehrt proportional zur Längenausdehnung. Ver- und Entsorgung werden mit zunehmender Größe daher immer schwieriger.

### Thiomargarita nelsoniiund nahe verwandte Arten
In den Jahren 2004–2005 wurde von Kalanetra et al. vor der mexikanischen Küste allerdings ein bisher formal nicht beschriebenes Schwefelbakterium entdeckt, das molekulargenetischen Untersuchungen zufolge genetisch zu 99 % mit Thiomargarita namibiensis übereinstimmt als Mitglied der Gattung gilt  (Thiomargarita sp. clone SBC11, Zugriffsnummer AY632420).
Mit 180 bis 375 µm erreicht diese Art ähnliche Größen, lebt allerdings nicht in Ketten, sondern tritt als Einzelzelle oder Cluster (Zellhaufen) in Erscheinung.
Die Art ist auch zur sogenannten „reduktiven Zellteilung“ fähig: Sinkt die Sulfidkonzentration ihres Habitats unter einen gewissen Schwellenwert, beginnt sich die Zelle in kleinere Einheiten zu teilen, ohne dass der Cluster dieser Nachkommen insgesamt an Größe gewinnt.
Die Art ist identisch oder zumindest nahe verwandt mit der 2011 vorgeschlagenen Spezies Ca. Thiomargarita nelsonii. Offenbar wegen der hohen Diversität der unter diesem Namen zusammengefassten Stämme unterscheidet die Genome Taxonomy Database (GTDB) zwei Spezies Thiomargarita nelsonii_A (mit Referenzstamm THI036) und T. nelsonii_B (mit Referenzstamm Hydrate Ridge, ein Epibiont).

### Thiomargarita magnifica
Im Jahr 2022 wurde die Entdeckung eines extrem großes Mitglieds der Gattung mit dem vorläufigen Namen Ca. Thiomargarita magnifica (alias Ca. Thiomargarita sp. Lot2) bekannt gegeben. Dessen Zellen sind bis zu 2 cm groß und mit bloßem Auge leicht zu erkennen.
Die Zellen enthalten zwei Typen von Membransäcken (en. membrane sacs).
Der eine ist eine wassergefüllte Vakuole und scheint wie bei T. namibiensis der Grund für die extreme Größe der Bakterienzellen zu sein.
Der andere sind DNA-gefüllte Granulen (en. membrane-bound granules), worin sich das gesamte Genom der Zelle befindet.
Diese DNA-Kompartimente stellen daher einen neuen Typ prokaryotischer Organellen dar.
Da solch abgegrenzte Bereiche für das Genom üblicherweise nur von Eukaryoten bekannt sind, hat die Entdeckung eine Bedeutung für die Abgrenzung von Prokaryoten (Bakterien und Archaeen) einerseits und Eukaryoten andererseits.
Auch das Genom selbst ist für Bakterien sehr groß, u. a. deshalb, weil es mehr als 500.000 Kopien der gleichen DNA-Abschnitte gibt (vgl. Polyploidie), aber auch die Anzahl klar unterscheidbarer Gene ist sehr groß.